# Villarrube
Villarrube o San Martín de Villarrube (llamada oficialmente San Martiño de Vilarrube) es una parroquia española del municipio de Valdoviño, en la provincia de La Coruña, Galicia.

## Entidades de población
Entidades de población que forman parte de la parroquia:
- Arnela
- A Atalaia
- A Capilla (A Capela)
- A Escola
- A Fontegrande (A Fonte Grande)
- A Porta da Pía
- As Campeiras
- As Ferrerías
- As Folgueiras
- As Torrentes
- Cotelo
- Freixeiro
- Iañez (Ianes)
- Liñeiro
- O Adro
- O Bacelar
- O Campón
- O Castro
- O Folgar
- O Patronato
- O Pena (A Pena)
- O Puntal
- O Ribeiro
- Porto de Baixo (O Porto de Abaixo)
- Porto de Riba (O Porto de Arriba)
- Quengo
- Vila Herminia
- Vilelas

## Demografía
| Gráfica de evolución demográfica de Villarrube entre 2000 y 2019 |
|                                                                  |
| Datos según el nomenclátor publicado por el INE.                 |